# Jacqueline Fehr

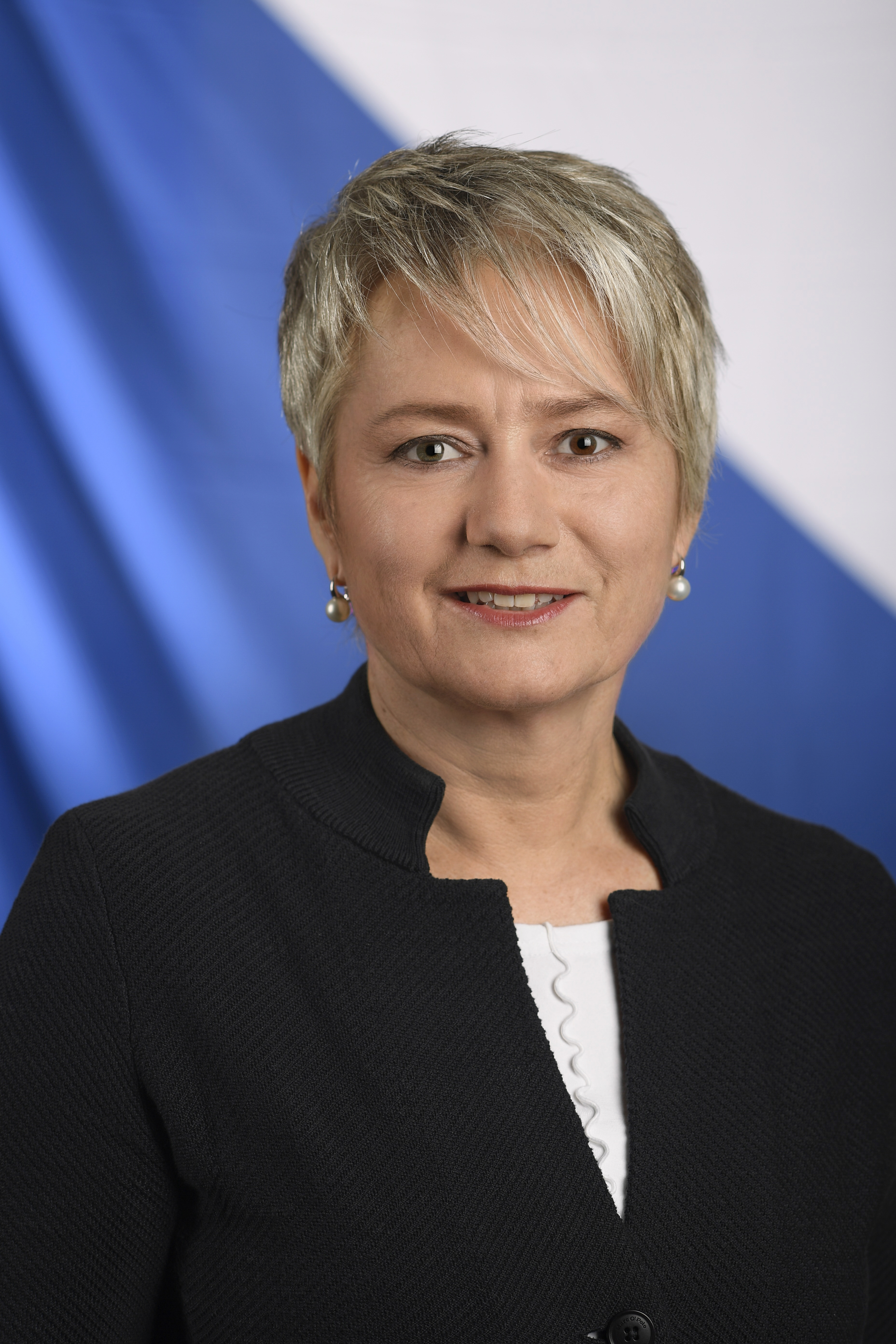
Jacqueline Fehr (2017)

Jacqueline Margrith Fehr (* 1. Juni 1963 in Wallisellen; heimatberechtigt in Rüdlingen, Schaffhausen und Winterthur) ist eine Schweizer Politikerin (SP). Sie war von 1998 bis 2015 Nationalrätin und von 2008 bis 2015 Vizepräsidentin der SP Schweiz. Am 12. April 2015 wurde sie in den Zürcher Regierungsrat gewählt, wo sie die Direktion der Justiz und des Innern leitet.

## Biografie
Jacqueline Fehr wuchs in einfachen Verhältnissen in Elgg und in Winterthur auf. Sie schloss ihre Ausbildung zur Sekundarlehrerin Phil. I an der Universität Zürich ab und studierte von 1991 bis 1994 Psychologie, Betriebswirtschaftslehre und Politikwissenschaft. 2015 schloss sie einen Exekutive Master of Public Administration an der Universität Bern ab.
Fehr hat zwei erwachsene Söhne mit Maurice Pedergnana, von dem sie geschieden ist. Sie wohnt in Winterthur.

## Politik
Für die SP war sie von 1990 bis 1992 im Grossen Gemeinderat Winterthur, von 1991 bis 1998 im Zürcher Kantonsrat. 1998 rückte sie in den Nationalrat nach, in den sie bei den Wahlen von 1999, 2003, 2007 und 2011 gut wieder gewählt wurde. Im Nationalrat war sie in der Kommission für Verkehr und Fernmeldewesen (KVF), in der Kommission für Soziale Sicherheit und Gesundheit (SGK), in der Geschäftsprüfungskommission (GPK), in der Begnadigungskommission (BeK) sowie in der Aussenpolitischen Kommission (APK) aktiv.
Im Parlamentarier-Rating der SonntagsZeitung belegt sie seit 2007 einen Platz unter den ersten fünf und wurde 2009 zur einflussreichsten Person des Schweizerischen Parlaments gekürt. Die Wahl wurde damit begründet, dass Fehr in den wichtigen Kommissionen für Verkehr und Soziales sitze und erfolgreich ihre Vorstösse durchbringe, weil sie ein exzellentes Netwerk habe und im Politikalltag immer wieder den überparteilichen pragmatischen Weg suche. Dabei werden vor allem zwei Erfolge genannt: Die Einführung von Ergänzungsleistungen für Familien sowie die Realisierung einer Mutterschaftsversicherung.
Die Mutterschaftsversicherung, die die Bundesverfassung seit 1945 vorsah, trat am 1. Juli 2005 in Kraft. Treiber waren Pierre Triponez, Präsident des Schweizerischen Gewerbeverbandes und Fehr, welche den geschmiedeten Kompromiss auch gegen starke Widerstände in der eigenen Partei durchsetzte. Die Mutterschaftsversicherung leistet eine Lohnfortzahlung für Mütter von 80 Prozent in den ersten 14 Wochen nach Geburt und ist mit Lohnprozenten finanziert.
2003 traten die Finanzhilfen für familienergänzende Betreuungsplätze in Kraft, die auf eine parlamentarische Initiative Fehrs zurückgehen, mit der sie 2000 eine Anstossfinanzierung für neuer Kindertagesstätten und Tagesschulstrukturen forderte.
Jacqueline Fehr stritt immer wieder dafür, dass die Opfer fürsorgerischer Zwangsmassnahmen wie Verding- und Heimkinder sowie Zwangsadoptierte, -kastrierte und -sterilisierte moralische und finanzielle Wiedergutmachung erfahren. Im Parlament baute sie die Gruppe Fürsorgerische Zwangsmassnahmen mit auf und sie ist im Initiativkomitee der Wiedergutmachungsinitiative. 2008 bis 2015 war Fehr Vizepräsidentin der SP Schweiz. 2010 unterlag sie der mit ihr nominierten Simonetta Sommaruga als Kandidatin bei der Wahl in den Bundesrat. 2012 unterlag sie überraschend Nationalrat Andy Tschümperlin bei der Wahl ums Präsidium der SP-Bundeshausfraktion. Bei der Zürcher Regierungsratswahl vom 12. April 2015 wurde sie in den Regierungsrat gewählt und schied aus dem Nationalrat aus. Bei der Wahl 2019 wurde sie mit dem zweitbesten und 2023 mit dem fünftbesten Resultat wiedergewählt.

## Berufliche Tätigkeiten
Von 1988 bis 1994 unterrichtete Fehr als Sekundar- und Fachlehrerin im Schulhaus Feldstrasse im Kreis 4 der Stadt Zürich und war nebenher freie Journalistin. Nach Geburt des ersten Sohnes arbeitete sie im Jobsharing als Departementssekretärin im Departement Schule und Sport in Winterthur. Nachdem sie in den Nationalrat nachrückte, war sie als selbständige Organisationsbearbeiterin, dann als Projektleiterin tätig. 2012 gründete sie die Einzelfirma Atelier Politique, die ihre Engagements und Aufträge, ihre Verwaltungsratssitze und Posten bündelt.
Von 2012 bis 2015 war sie Verwaltungsrätin von Energie 360°, vormals Erdgas Zürich AG; seit 2013 Verwaltungsrätin der Schweizerischen Mobiliar Genossenschaft.
Jacqueline Fehr war 2008–2015 Stiftungsratspräsidentin der Stiftung Kinderschutz Schweiz, Vizepräsidentin der Pro Familia Schweiz, sie ist Mitglied der Stiftung Technopark Zürich der Stiftung Pestalozzianum und vertritt die SP Schweiz im Vorstand von Solidar Suisse. Und sie gehört verschiedenen Beiräten an.
Seit 2015 steht Fehr als Regierungsrätin des Kantons Zürich der Direktion der Justiz und des Innern vor. In den ersten vier Jahren ihrer Amtszeit hat sie gemäss Legislaturbilanz viele zentrale Projekte vorangebracht: So wurde im Kanton Zürich die Untersuchungshaft grundsätzlich neu ausgerichtet, indem sich das Haftregime auf die tatsächlichen Ermittlungsbedürfnisse konzentriert und entsprechend für viele Inhaftierte gelockert wird. Mit den regierungsrätlichen Leitsätzen hat der Kanton Zürich als erster Kanton eine fundierte Grundlage zum Verhältnis von Religion und Staat geschaffen. Fehr hat sich auch für die langfristige Sicherung der Kulturfinanzierung eingesetzt und dazu mit einer Studie der Hochschule St. Gallen die Grundlagen gelegt. Mit dem Projekt Gemeinden 2030 hat sie zudem eine Diskussion über die Zukunft der Gemeinden angestossen. Zudem sorgte sie mit einem umfassenden Studienauftrag dafür, dass die Hintergründe der Fürsorgerischen Zwangsmassnahmen im Kanton Zürich erforscht wurden.

## Werke
- Luxus Kind? Vorschläge für eine neue Familienpolitik. Orell Füssli, Zürich 2003, ISBN 3-280-05027-8.
- Schule mit Zukunft. Plädoyer für ein modernes Bildungssystem. Orell Füssli, Zürich 2009, ISBN 978-3-280-05320-1.